# Ipiranga
Ipiranga este un oraș în Paraná (PR), Brazilia.